# Cornillon-en-Trièves
Cornillon-en-Trièves là một xã thuộc tỉnh Isère, vùng Rhône-Alpes đông nam nước Pháp. Xã này nằm ở khu vực có độ cao trung 800 bình mét trên mực nước biển.